# Sidi Ifni
Sidi Ifni (arabsky سيدي إفني) je město ležící v jihozápadním Maroku, se zhruba 20 tisíci obyvateli (stav 2004). Náleží k regionu Sús Mása Dra'a a je hlavním městem provincie Sidi Ifni (od r. 2009). V roce 2000 zde byla dokončena výstavba významného rybářského přístavu sloužícího jako základna pro export.

## Dějiny
Město bylo založeno v roce 1934 španělskými frankisty. Jeho jméno je odvozeno od místního názvu a v překladu znamená přibližně pán zálivu. Od svého založení bylo hlavním městem španělské enklávy Ifni. Frankistický režim se rozhodl zde vybudovat hlavní vojenskou základnu a politické centrum na atlantickém pobřeží, a proto se město velmi rychle rozrostlo. V roce 1957 odolaly španělské jednotky marockému útoku, takže Sidi Ifni zůstalo pod španělskou nadvládou do roku 1969, kdy se stalo součástí Maroka. V roce 2008 proběhly ve městě násilné protesty nezaměstnaných dělníků.

## Hospodářství
Ve městě je významný rybářský přístav. Jsou zde rozvedeny datové sítě. Letiště, které bylo vybudováno za Španělů, není od r. 1972 v provozu. Význam turistického ruchu vzrůstá.

## Galerie

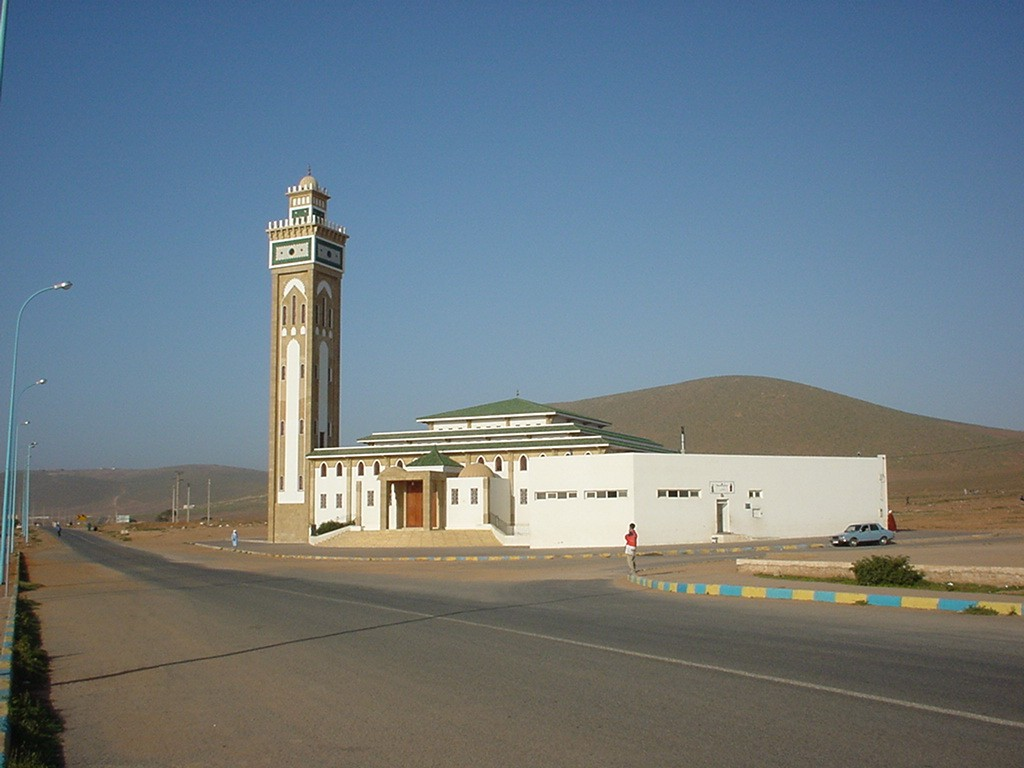
Mešita
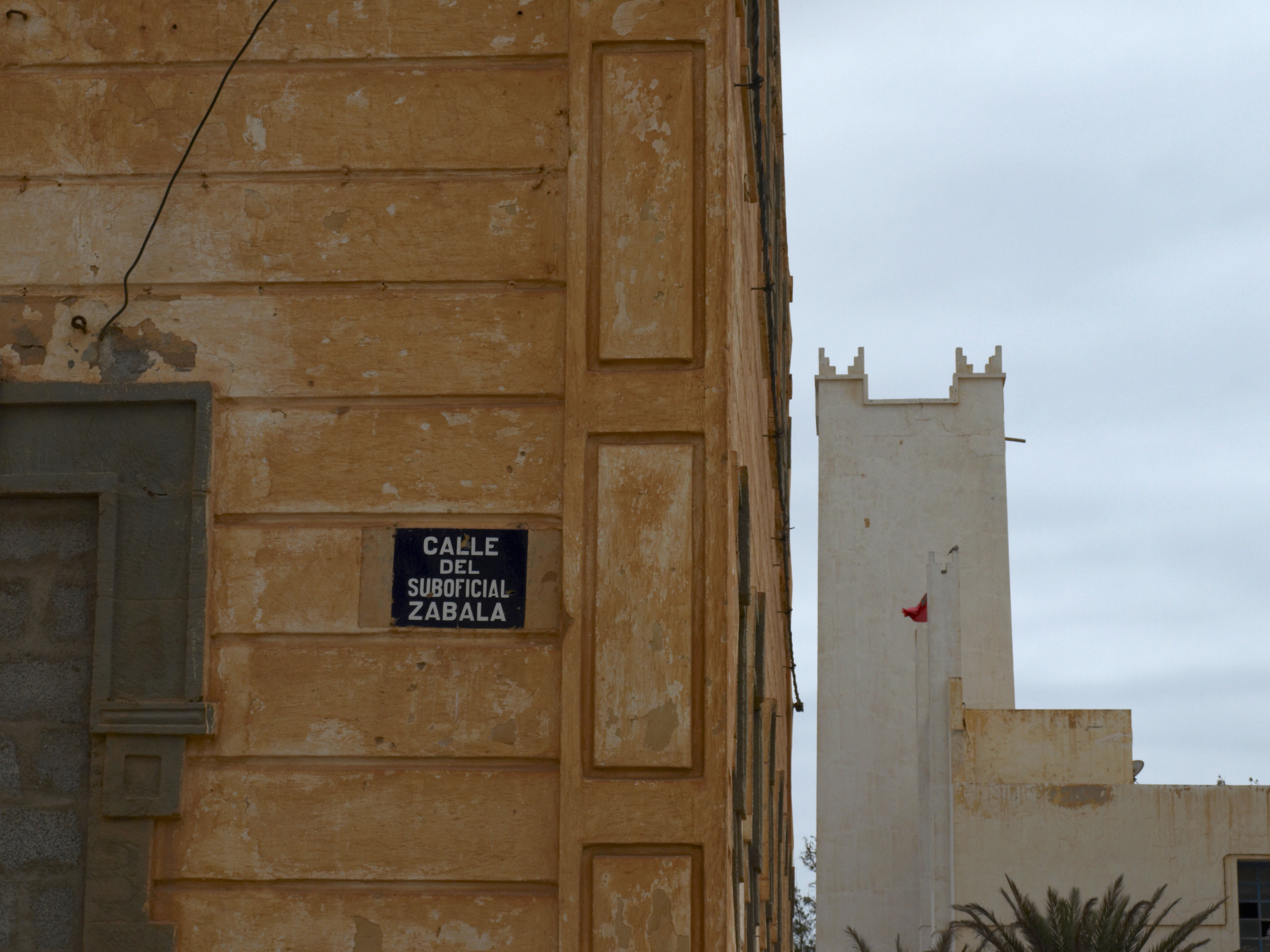
Zachovaná španělská uliční tabulka
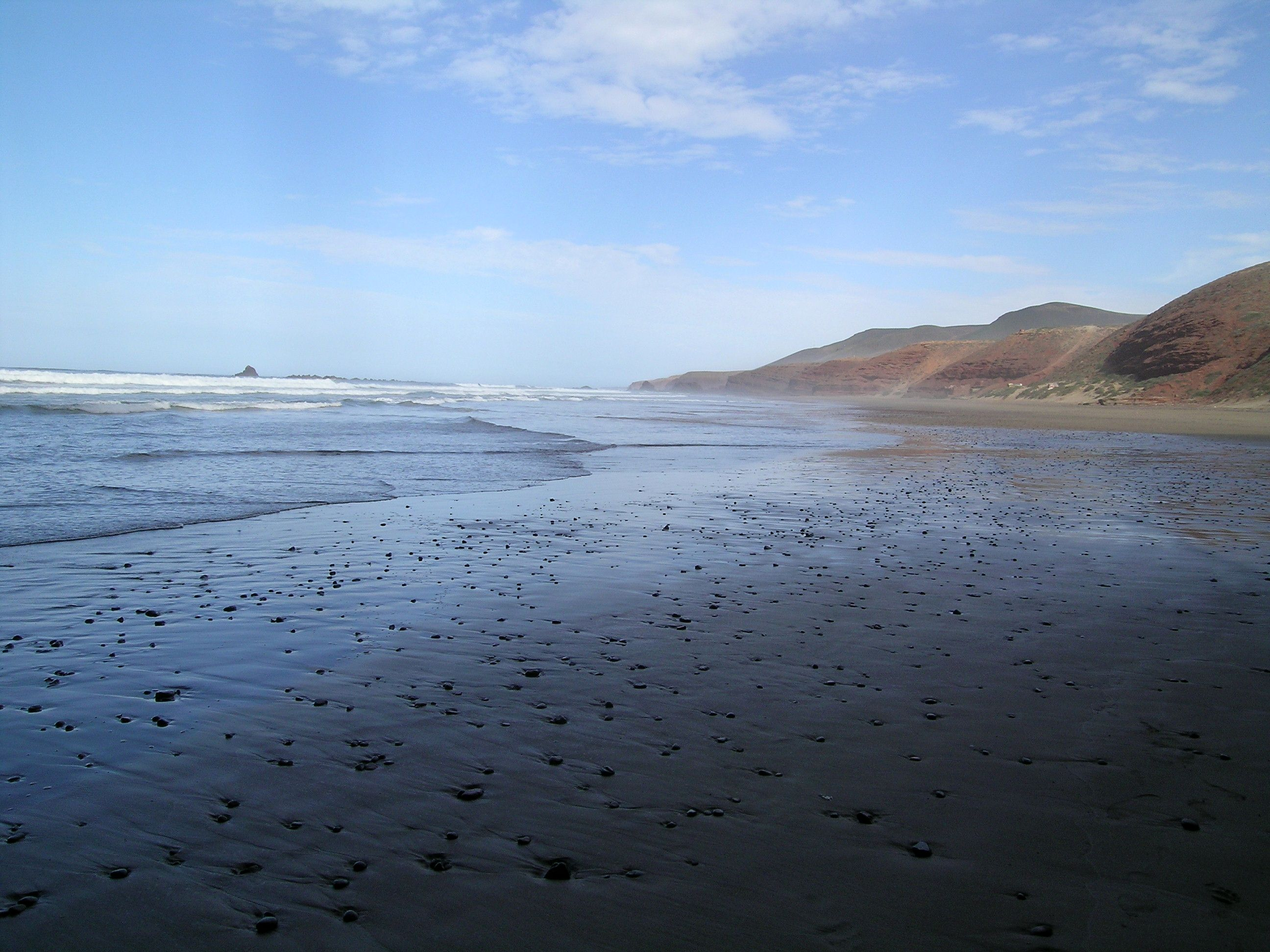
Pláž u Legziry
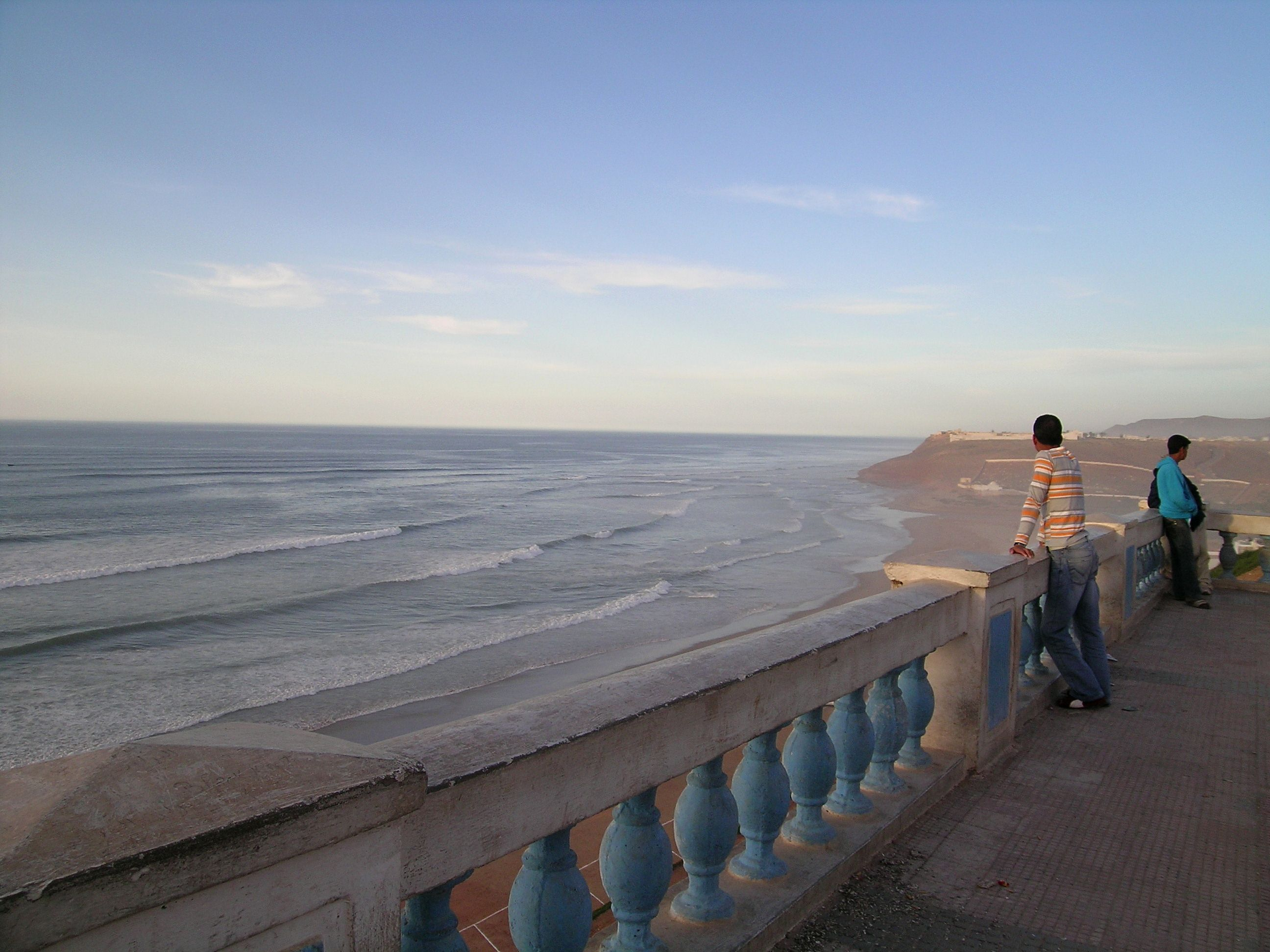
Pobřežní promenáda